# Nawasjolki (Homelskaja, Petrykau, Nawasjolki)
Nawasjolki (belarussisch Навасёлкі, russisch Новосёлки) ist ein Ort in Belarus.
Der Ort liegt im Selsawet Nawasjolki des Rajon Petrykau der Homelskaja Woblasz.

## Sehenswürdigkeiten

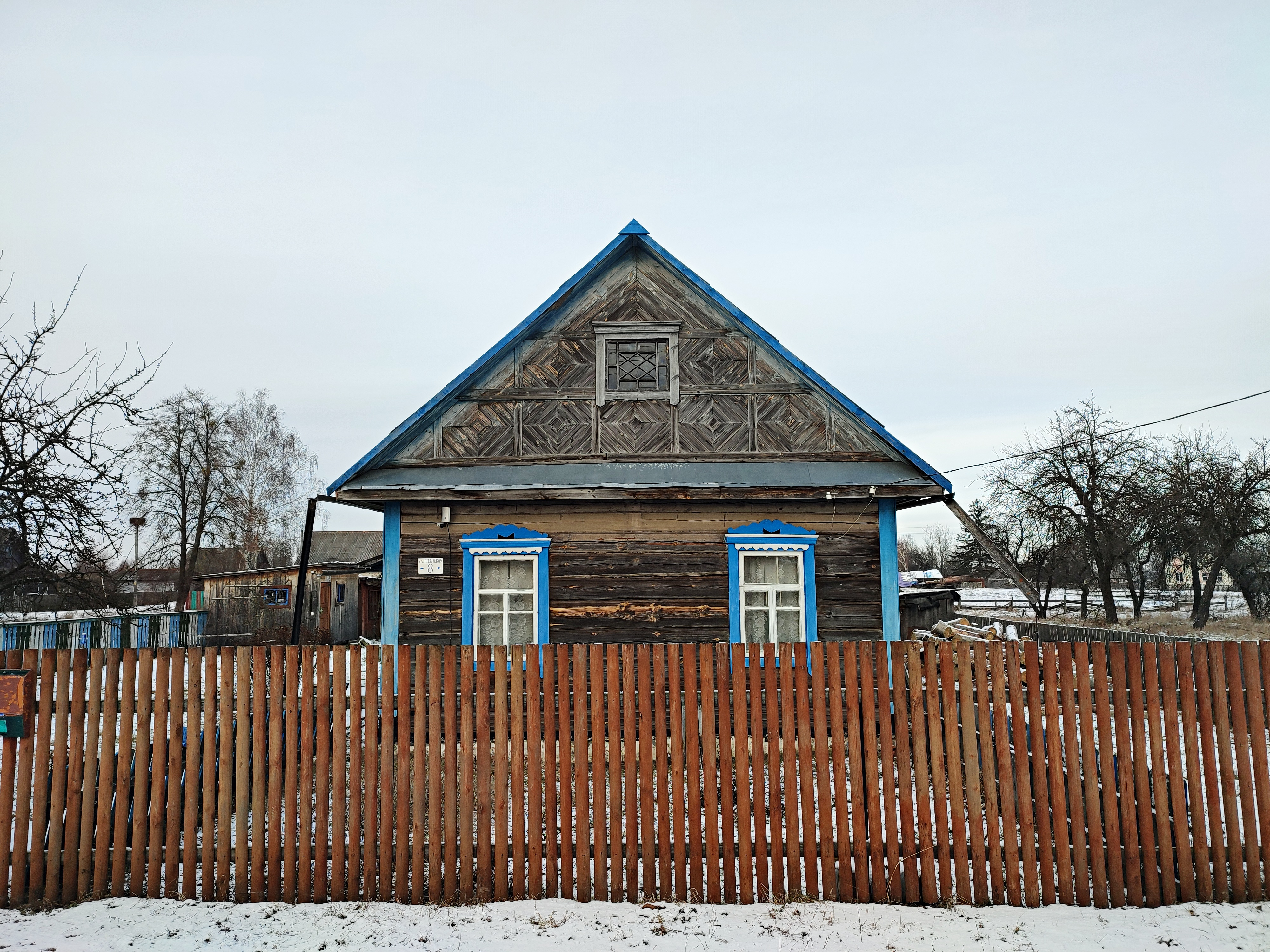
Museum zu Ehren des Partisanen Wassil Talasch

Im Jahr 1989 wurde im Haus des legendären Partisanen Wassil Talasch zu Ehren von ihm ein Museum errichtet.

## Söhne des Ortes
- Wassil Talasch (1845–1946), Partisan